# سهم الماء الإنغلماني
سهمية إنغلمانية (الاسم العلمي:Sagittaria engelmanniana) هي نوع من النباتات تتبع جنس السهمية من الفصيلة المزمارية.